# ضرب (تصنيف)

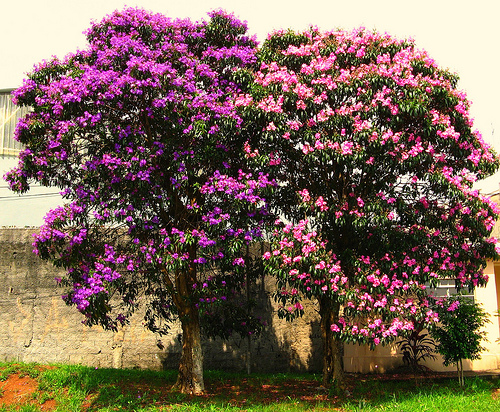

الضرب (الجمع: ضُرُوب) أو الصنف في المصطلحات النباتية، هو رتبة تصنيفية داخل الأنواع والأنواع الفرعية، وهو أسمى من الشكل. يوصى أحيانًا باستخدام رتبة الأنواع الفرعية للاعتراف بالتميز الجغرافي، في حين أن رتبة الضرب لازمة إذا شوهد التصنيف في جميع أنحاء النطاق الجغرافي للأنواع.

## مثال
صبار الإسكوبارية (المدبسة) من نوع الإسكوبارية الولودة Escobaria vivipara))، هو من الأنواع المتغيرة واسعة النطاق يظهر من كندا حتى المكسيك، ويوجد في جميع أنحاء نيو مكسيكو تحت ما يقارب 2600 متر (8.500 قدم). لقد وُصِفت تسعة أضرب نباتية. حيثما تلتقي أضرب الصبار المدبسة، فإنها تبدأ بالتداخل. ينبت صبار الإسكوبارية الولودة من ضرب الأريزوني في ولاية أريزونا، في حين ضرب المكسيكي الجديد في ولاية نيو مكسيكو.

## تعاريف
يُعرّف الكثير من المؤلفين المختلفين هذا المصطلح بطرقٍ مختلفة. إن المدونة الدولية لقواعد تسمية النباتات المزروعة لا تقبل استخدام هذا المصطلح وفقًا لقانونها، وذلك على الرغم من الاعتراف بأن كلمة «ضرب» غالبًا ما تستخدم للدلالة على كلمة «مستنبت».
تُعرّف الأضرب في القانون الدولي كما يلي: "الأضرب هي الفئة في التسلسل الهرمي النباتي الطبيعي بين الأنواع والشكل". يقر القانون أيضًا بالاستخدام الآخر على النحو التالي: "الأضرب هي المصطلح المستخدم في بعض التشريعات الوطنية والدولية لتصنيف مميز وواضح داخل مرتبة الأنواع؛ وعمومًا هي مصطلح يعادل مصطلح "المستنبت" في النصوص التشريعية.
سيكون للضرب مظهرمختلف عن الأضرب الأخرى، ولكن سوف يُهجّن بحرية مع تلك الأضرب الأخرى وذلك في حال حدوث تماس بينها.

## تسميات أخرى مستخدمة
- يعتبر «الضرب» أو «الضرب النباتي» مصطلحًا قانونيًا في المصطلحات المتعلقة باستيلاد النباتات، وعلى الأقل في البلدان الموقعة على اتفاقية الاتحاد الدولي لحماية الأنواع الجديدة من النباتات (UPOV).
- إن التصنيف الوحيد المسموح به داخل تصنيف الأنواع هو تصنيف الأنواع الفرعية في مصطلحات علم الحيوان. يعتبر الاسم الذي نُشِر قبل عام 1961 بأنه «ضرب» مأخوذ ليكون اسمًا للأنواع الفرعية، والاسم المنشور بعد عام 1960 هو «ضرب» غير موجود رسميًا. تُستخدم النماذج والأشكال في علم الحيوان بشكلٍ غير رسمي إذا لزم الأمر، ولكنها غير منظمة من قبل القانون الدولي للتسمية الحيوانية.
- لا يُسمح باستخدام مصطلح «ضرب» في مجموعة المصطلحات البكتريولوجية، ولكن الأسماء المنشورة كأضرب قبل عام 1992 تُنشر على أنها أنواع فرعية.
- في المصطلحات المتعلقة بزراعة الكروم، فإن ما يشار إليه باسم «أضرب العنب» هي في الواقع مستنبتات نباتية وفقًا لاستخدام القانون الدولي للتسمية النباتية أو «الأضرب النباتية» بالمعنى القانوني بدلاً من الأضرب التصنيفية النباتية. تمدد هذه الأضرب بواسطة عُقل نباتية ولها خصائص ليست مستقرة تحت التكاثر الجنسي. إن استخدام مصطلح الضرب هو شيء راسخ في زراعة الكروم لدرجة أن التغيير إلى مصطلح «مستنبت» غير مرجح.